# Steinen (Baden)
Steinen es un municipio situado en el distrito de Lörrach, en Baden-Wurtemberg, Alemania. Tiene una población estimada, a fines de 2022, de 10 339 habitantes.
Está ubicado en el rincón suroccidental de la Selva Negra, cerca de Lörrach, en el valle del Wiese y el valle del Steinenbach, un afluente del Wiese. 
Sus barrios son: Steinen, Endenburg, Hägelberg, Höllstein, Hüsingen, Schlächtenhaus y Weitenau.